# Personnages de SeaQuest, police des mers
Cet article présente les personnages de la série télévisée SeaQuest, police des mers.

## Personnages principaux

### Personnages introduits dans la saison 1

#### Nathan Bridger
Ce rôle a été interprété par Roy Scheider.

#### Kristin Westphalen
Ce rôle a été interprété par Stephanie Beacham.

#### Lucas Wolenczak
Ce rôle a été interprété par Jonathan Brandis.

#### Jonathan Ford
Ce rôle a été interprété par Don Franklin.

#### Katherine Hitchcock
Ce rôle a été interprété par Stacy Haiduk. Il n'est apparu que dans la première saison.

#### Benjamin Krieg
Le lieutenant Benjamin Krieg, interprété par John D'Aquino, est un personnage principal de la première saison. Il fait une apparition comme guest star dans la saison 3.
Production
John D'Aquino, tout comme Royce D. Applegate, ont été congédiés à la fin de la première saison, afin de donner à la saison 2 un côté "plus jeune et plus sexy". Son personnage a été remplacé par celui de Peter DeLuise, Tony Piccolo.

#### Tim O'Neill
Ce rôle a été interprété par Ted Raimi.

#### Manilow Crocker
Ce rôle a été interprété par Royce D. Applegate.

#### Miguel Ortiz
Ce rôle a été interprété par Marco Sanchez.

### Personnages introduits dans la saison 2

#### Anthony Piccolo
Ce rôle a été interprété par Michael DeLuise.

#### Dagwood
Ce rôle a été interprété par Peter DeLuise.

### Personnages introduits dans la saison 3

#### Oliver Hudson
Ce rôle a été interprété par Michael Ironside.

#### J.J. Fredericks
Ce rôle a été interprété par Elise Neal.

## Personnages secondaires
- William Noyce (Richard Herd)
- Arthur McGath (Michael Costello)
- Francis « Frank » Gideon Thomas (Jesse Doran)
- Carleton (Dan Hildebrand (en))
- Dalton Phillips (Mark Fauser (en))
- Joshua Levin (Timothy Omundson)
- William Shan (Dustin Nguyen)
- Tyler (Dorian Field)
- Malcolm Lansdowne (Robert Engels)
- Martenson (W. Morgan Sheppard)
- Raleigh Young (Roscoe Lee Browne)
- Scott Keller (Kent McCord)
- Tobias LeConte (Mark Hamill)
- Mariah (Sam Jenkins)
- Hoy Chi (James Shigeta)
- Julianna (Sarah Koskoff)
- Bickle (Denis Arndt)
- Dr Perry (Karen Fraction (en))
- Heiko Kimura (Julia Nickson)
- Alexander Bourne (Michael York)
- Armand Stassi (Andrew Stahl (en))
- Lawrence « Larry » Deon (Tim DeKay)
- Mason Freeman (Ralph Wilcox (en))

## Sources
- (en) Cet article est partiellement ou en totalité issu de l’article de Wikipédia en anglais intitulé « Main characters of seaQuest DSV season 1 » (voir la liste des auteurs).

- (en) Cet article est partiellement ou en totalité issu de l’article de Wikipédia en anglais intitulé « Main characters of seaQuest DSV season 2 » (voir la liste des auteurs).

- (en) Cet article est partiellement ou en totalité issu de l’article de Wikipédia en anglais intitulé « Characters of seaQuest 2032 » (voir la liste des auteurs).